# Leis de sodomia nos Estados Unidos

Mapa das leis de sodomia nos EUA, considerando a data em que foram revogadas.
Leis revogadas antes de 1970.
Leis revogadas entre os anos de 1970-1979.
Leis revogadas entre os anos de 1980-1989.
Leis revogadas entre os anos de 1990-1999.
Leis revogadas entre os anos de 2000-2002.
Leis derrubadas pela Suprema Corte em 2003.

As leis de sodomia dos Estados Unidos foram criadas para estabelecer em todo o território do país o impedimento de várias práticas sexuais até o início do século XXI. Apesar de as leis, muitas vezes, terem atos sexuais entre pessoas do mesmo sexo como alvo, muitas delas chegavam a proibir práticas como o sexo oral e/ou sexo anal entre casais heterossexuais.
Durante o século XX, a modificação da moral quanto ao sexo foi feita de maneira gradativa nos Estados Unidos, levando a eliminação de muitas dessas leis. A Suprema Corte estadunidense considerou as leis constitucionais e decidiu pela condenação de Michael Hardwick no caso Bowers v. Hardwick, em 1986, enquanto em 2003, durante o Caso Lawrence, a Corte assinou um decreto revogando as leis dos quatorze estados que ainda continham leis do tipo (Alabama, Carolina do Norte, Carolina do Sul, Flórida, Idaho, Kansas, Louisiana, Michigan, Missouri, Mississippi, Oklahoma, Texas, Utah e Virgínia).
Essa decisão, foi considerada um marco e fim de um legado de perseguição à prática sexuais entre pessoas do mesmo sexo no país. No âmbito militar, membros do Exército que eram homossexuais ou mantinham práticas com pessoas do mesmo sexo continuaram a ser perseguidos, durante um período conhecido como Don't ask, don't tell, que entrou em vigor em 1993, mas que o presidente Barack Obama revogou em 2010, ainda que pessoas transexuais e transgêneras continuem a ser perseguidas e proibidas de servir nas forças armadas até os dias de hoje.

## História
As Leis de sodomia foram aplicadas junto com as colônias estadunidense com o Ato de Sodomia de 1533, um leia adotada pela Inglaterra, em 1534, durante o reinado de Henrique VII, que caracterizava práticas homossexuais como sendo contra a natureza. Após a Independência dos Estados Unidos, em 1776, a maioria dos estados mantiveram a lei de sodomia herdada dos tempos coloniais que, em sua maioria, previa pena de morte para homens condenados por atos homossexuais. Até o final do século XX, foram punidos também atos homossexuais entre mulheres, mas, com raras perseguições e punições, e com condenações menos severas. Em 1779, o então governador do estado da Virgínia Thomas Jefferson escreveu uma lei condenando homens que fossem pegos ou condenados por práticas homossexuais à castração. Porém, essa tentativa de suavizar a pena para os praticantes de sodomia foi rejeitada pelo Assembleia Geral da Virgínia, que continuou a manter a pena de morte para praticantes da sodomia. Inspirados pelo movimento iluministra e pela Revolução Francesa, o estado da Pensilvânia, foi o primeiro, dentre os treze estados dos Estados Unidos, a abolir a pena de morte para homossexuais, em 1786. As pessoas pegas nessas práticas passaram a ser presas e condenadas a dez anos de prisão, com confisco de todos os bens. Em seguida, outros estados estadunidenses começaram a modificar suas leis, embora alguns, como a Carolina do Sul, por exemplo, continuaram mantendo a pena de morte até 1873.
Dessa forma, antes de 1962, a sodomia era caracterizada como crime em todos os estados, sendo punidos com uma longa pena em regime fechado, a trabalhos forçados ou à pena de morte. Porém, naquele ano, o Código Penal Modelo (CPM) começou a ser criado pelo Instituto de Leis Estadunidense, com o objetivo de modernizar e padronizar as leis estaduais, chegando a um consentimento quanto à atividade homossexual: ela seria caracterizada como crime apenas dentro de um ato de prostituição, isto é, sexo em troca de dinheiro. Em 1962, o estado de Illinois, aprovou as recomendações do Código Penal Modelo, e se tornou o primeiro estado a não criminalizar a sodomia em seu código penal, uma década antes de qualquer outro estado. Mesmo assim, durante anos, muitos estados não eliminaram de suas legislações as leis de sodomia, porém, suas sentenção foram reduzidas. Em 2003, na época da decisão do caso Lawrence, a pena por violar a lei de sodomia variava bastante entre os estados. As sanções mais duras estavam em Idaho, onde a pessoa condenada por práticas homossexuais poderia ganhar até prisão perpétua, enquanto, o estado de Michigan, mantinha pena de quinze anos de prisão.

## As leis estaduais antes doCaso de Lawrence
A tabela abaixo mostra as leis de sodomia e as respectivas sanções nos estados que compõe os Estados Unidos e territórios antes de sua invalidação, em 2003.
| Estado ou território     | Ano de revogação | Sanção    | Sanção    | Sanção              | Sanção                   | Sanção         | Invalidada por |
| Estado ou território     | Ano de revogação | Sexo oral | Sexo anal | Casais homoafetivos | Solteiros heterossexuais | Casais casados | Invalidada por |
| ------------------------ | ---------------- | --------- | --------- | ------------------- | ------------------------ | -------------- | --- |
| Alabama                  | 2003             |           |           |                     |                          |                | - Suprema Corte (Caso Lawrence) |
| Alasca                   | 1971/ 1980       |           |           |                     |                          |                | - Revogada pelo Legislativo - 1971: Descriminalização do sexo oral - 1980: Descriminalização do sexo anal |
| Samoa Americana          | 1979             | N/A       | N/A       | N/A                 | N/A                      | N/A            | - Revogada pelo Legislativo (1979) |
| Arizona                  | 2001             |           |           |                     |                          |                | - Revogação legislativa |
| Arkansas                 | 1975/ 2001/ 2005 |           |           |                     |                          |                | - Revogada pelo Legislativo em 1975 (aplicado à homossexuais em 1977) - Suprema Corde de Arkansas (Caso Jegley vs. Picado) - Revogação legislativa em 2005 (distinguido de bestialidade) |
| Califórnia               | 1976             | N/A       | N/A       | N/A                 | N/A                      | N/A            | - Revogada pelo Legislativo |
| Colorado                 | 1972             | N/A       | N/A       | N/A                 | N/A                      | N/A            | - Revogada pelo Legislativo |
| Connecticut              | 1971             | N/A       | N/A       | N/A                 | N/A                      | N/A            | - Revogada pelo Legislativo |
| Delaware                 | 1973             | N/A       | N/A       | N/A                 | N/A                      | N/A            | - Revogada pelo Legislativo |
| Distrito de Colúmbia     | 1993             | N/A       | N/A       | N/A                 | N/A                      | N/A            | - Revogada pelo Legislativo - Revogada pelo Legislativo (1995) - Revogada pelo Legislativo (2004) |
| Flórida                  | 2003             |           |           |                     |                          |                | - Superma Corte (Caso Lawrence) |
| Georgia                  | 1998             |           |           |                     |                          |                | - Suprema Corte da Georgia (Caso Powell) |
| Guam                     | 1978             | N/A       | N/A       | N/A                 | N/A                      | N/A            | - Revogada pelo Legislativo |
| Hawaii                   | 1973             | N/A       | N/A       | N/A                 | N/A                      | N/A            | - Revogada pelo Legislativo |
| Idaho                    | 1971/ 2003       |           |           |                     |                          |                | - Revogada pelo Legislativo em 1971 - Suprema Corte (Caso Lawrence) |
| Ilinóis                  | 1962             | N/A       | N/A       | N/A                 | N/A                      | N/A            | - Revogada pelo Legislativo, primeiro estado a revogar. |
| Indiana                  | 1976             | N/A       | N/A       | N/A                 | N/A                      | N/A            | - Revogada pelo Legislativo |
| Iowa                     | 1978             | N/A       | N/A       | N/A                 | N/A                      | N/A            | - Revogada pelo Legislativo |
| Kansas                   | 2003             |           |           |                     |                          |                | - Revogada pelo Legislativo em 1969 (para heterossexuais; práticas sexuais entre pessoas do mesmo sexo é ilegal) - Suprema Corte (Caso Lawrence) |
| Kentucky                 | 1992             |           |           |                     |                          |                | - Revogada pelo Legislativo em 1974 (para heterossexuais; práticas sexuais entre pessoas do mesmo sexo é ilegal) - Suprema Corte do Kentucky (Kentucky v. Wasson) |
| Louisiana                | 2003             |           |           |                     |                          |                | - Suprema Corte (Caso Lawrence) |
| Maine                    | 1976             | N/A       | N/A       | N/A                 | N/A                      | N/A            | - Revogada pelo Legislativo |
| Maryland                 | 1999             |           |           |                     |                          |                | - Corte de Recursos de Maryland - Caso Schochet (1990) (heterossexuais) - Williams vs. Glendening (1998) (sexo oral) - Williams vs. Glendening (1999) (sexoa anal) |
| Massachusetts            | 1974             |           |           |                     |                          |                | - Massachusetts Supreme Judicial Court (Commonwealth v. Balthazar) (1974) - (GLAD v. Attorney General) (2002) |
| Michigan                 | 1990/ 2003       |           |           |                     |                          |                | - Michigan 3rd Circuit Court (Michigan Organization for Human Rights v. Kelley) (1990) (Applied directly to Wayne County prosecutors, uncertain whether ruling was binding on all prosecutors statewide) - Michigan Court of Appeals (People v. Brashier) (1992) (Court upheld sodomy law, effectively reversing MOHR v. Kelly) |
| Minnesota                | 2001             |           |           |                     |                          |                | - Minnesota Court of Appeals (Doe v. Ventura) |
| Mississippi              | 2003             |           |           |                     |                          |                | - Suprema Corte (Caso Lawrence) |
| Missouri                 | 1999/ 2003       |           |           |                     |                          |                | - Missouri Court of Appeals, Western District (State of Missouri v. Cogshell) (1999) (Western District counties only) - Suprema Corte (Caso Lawrence) (rest of Missouri) - Revogada pelo Legislativo (2006) |
| Montana                  | 1997             |           |           |                     |                          |                | - Legislative action (1974) (heterossexual oral and anal sex only - the reference to "crimes against nature" was repealed and replaced with "deviate sexual relations") - Montana Supreme Court (Grcyzan v. State) - Legislative action (2013) repealed "deviant sexual relations"                                              |
| Nebraska                 | 1978             | N/A       | N/A       | N/A                 | N/A                      | N/A            | - Revogada pelo Legislativo |
| Nevada                   | 1993             | N/A       | N/A       | N/A                 | N/A                      | N/A            | - Revogada pelo Legislativo |
| New Hampshire            | 1975             | N/A       | N/A       | N/A                 | N/A                      | N/A            | - Revogada pelo Legislativo |
| New Jersey               | 1978             | N/A       | N/A       | N/A                 | N/A                      | N/A            | - Revogada pelo Legislativo |
| New Mexico               | 1975             | N/A       | N/A       | N/A                 | N/A                      | N/A            | - Revogada pelo Legislativo |
| New York                 | 1980/ 2000       |           |           |                     |                          |                | - New York Court of Appeals (New York v. Onofre) (1980) (excluding the New York National Guard) - Revogada pelo Legislativo, 2000 (applied to New York National Guard) |
| Carolina do Norte        | 2003             |           |           |                     |                          |                | - Suprema Corte (Caso Lawrence) |
| Northern Mariana Islands | 1983             | N/A       | N/A       | N/A                 | N/A                      | N/A            | - Revogada pelo Legislativo |
| Dakota do Norte          | 1973             | N/A       | N/A       | N/A                 | N/A                      | N/A            | - Revogada pelo Legislativo |
| Ohio                     | 1974             | N/A       | N/A       | N/A                 | N/A                      | N/A            | - Revogada pelo Legislativo |
| Oklahoma                 | 1988/ 2003       |           |           |                     |                          |                | - Oklahoma Court of Criminal Appeals (Newsom v. State) (1988) (heterossexuals) - Suprema Corte (Caso Lawrence) (homosexuals) |
| Oregon                   | 1972             | N/A       | N/A       | N/A                 | N/A                      | N/A            | - Revogada pelo Legislativo |
| Pensilvânia              | 1972/ 1980       |           |           |                     |                          |                | - Legislative action, 1972 (married couples only) - Supreme Court of Pennsylvania (Commonwealth v. Bonadio) (all other relationships) - Revogada pelo Legislativo, 1995 |
| Porto Rico               | 1974/ 2003       |           |           |                     |                          |                | - Legislative action (1974) (apenas sexo oral heterossexual) - Suprema Corte (Caso Lawrence) (all other forms) - Revogada pelo Legislativo (2006) |
| Rhode Island             | 1998             |           |           |                     |                          |                | - Revogada pelo Legislativo |
| Carolina do Sul          | 2003             |           |           |                     |                          |                | - Suprema Corte (Caso Lawrence) |
| Dakota do Sul            | 1977             | N/A       | N/A       | N/A                 | N/A                      | N/A            | - Revogada pelo Legislativo |
| Tennessee                | 1996             |           |           |                     |                          |                | - Revogada pelo Legislativo (1989 para heterossexuais, atividas sexuais com entre pessoas do mesmo sexo permanecem ilegal) - Tennessee Court of Criminal Appeals (Campbell v. Sundquist) (appeal denied by the Tennessee Supreme Court)                                                                                         |
| Texas                    | 2003             |           |           |                     |                          |                | - Ação legislativa (1974) (apenas sexo oral e anal heterossexual são permitidos - the reference to "sodomy" was repealed and replaced with "homosexual conduct") - Suprema Corte (Caso Lawrence) |
| Utah                     | 1971/ 2003       |           |           |                     |                          |                | - Revogada pelo Legislativo (1971, reinstated in full 1972) - Suprema Corte (Caso Lawrence) |
| Vermont                  | 1977             | N/A       | N/A       | N/A                 | N/A                      | N/A            | - Revogada pelo Legislativo |
| Ilhas Virgens            | 1985             | N/A       | N/A       | N/A                 | N/A                      | N/A            | - Revogada pelo Legislativo |
| Virgínia                 | 2003             |           |           |                     |                          |                | - Suprema Corte (Caso Lawrence) - Suprema Corte da Virgínia (Martin vs. Ziherl) (2005) - Revogada pelo Legislativo (lewd and lascivious cohabitation only, 2013) - United States Court of Appeals for the Fourth Circuit (Moose v. MacDonald) (2013) - Revogada pelo Legislativo (anal and oral sex, 2014)                      |
| Washington               | 1976             | N/A       | N/A       | N/A                 | N/A                      | N/A            | - Revogada pelo Legislativo |
| Virgínia Ocidental       | 1976             | N/A       | N/A       | N/A                 | N/A                      | N/A            | - Revogada pelo Legislativo |
| Wisconsin                | 1983             | N/A       | N/A       | N/A                 | N/A                      | N/A            | - Revogada pelo Legislativo |
| Wyoming                  | 1977             | N/A       | N/A       | N/A                 | N/A                      | N/A            | - Revogada pelo Legislativo |